# Robson da Silva
Robson Caetano da Silva (Rio de Janeiro, 4 settembre 1964) è un ex velocista brasiliano.
Detiene i record sudamericani sui 100 metri e 200 metri indoor e vanta due medaglie olimpiche.

## Biografia
Probabilmente il più famoso sprinter brasiliano di sempre, è anche l'unico capace di conquistare una medaglia individuale nella velocità pura ai Giochi olimpici estivi (bronzo nei 200 metri piani a Seul 1988). In quella occasione il suo bronzo fu particolarmente prestigioso perché ottenuto alle spalle di Joe DeLoach, che con 19"75 stabilì il nuovo record olimpico e del grande Carl Lewis, che pure corse in 19"79.

## Record sudamericani
- 100 metri: 10"00[2] ( Città del Messico, 22 luglio 1988) - attuale detentore
- 200 metri indoor: 20"65( Sindelfingen, 26 febbraio 1989) - attuale detentore

## Palmarès
| Anno | Manifestazione      | Sede         | Evento                | Risultato | Prestazione | Note |
| ---- | ------------------- | ------------ | --------------------- | --------- | ----------- | ---- |
| 1983 | Giochi panamericani | Caracas      | Staffetta 4x100 metri | Bronzo    | 39"08       |      |
| 1987 | Giochi panamericani | Indianapolis | 200 metri piani       | Argento   | 20"49       |      |
| 1988 | Giochi olimpici     | Seul         | 200 metri piani       | Bronzo    | 20"04       |      |
| 1989 | Universiadi         | Duisburg     | 200 metri piani       | Oro       | 20"33       |      |
| 1991 | Giochi panamericani | L'Avana      | 100 metri piani       | Oro       | 10"32       |      |
| 1991 | Giochi panamericani | L'Avana      | 200 metri piani       | Oro       | 20"15       |      |
| 1996 | Giochi olimpici     | Atlanta      | Staffetta 4x100 metri | Bronzo    | 38"41       |      |

## Televisione

### Concorrente
- Dança dos Famosos 3 - Globo (2006)
- A Fazenda 7 - Record (2014)
- Super Dança dos Famosos - Globo (2021)